# Dan McCafferty
Pour les articles homonymes, voir McCafferty.
William Daniel McCafferty,  dit Dan McCafferty, né le 14 octobre 1946 à Dunfermline (Écosse) et mort le 8 novembre 2022, est un musicien britannique. Chanteur du groupe blues-hard rock Nazareth depuis ses débuts, en 1968.

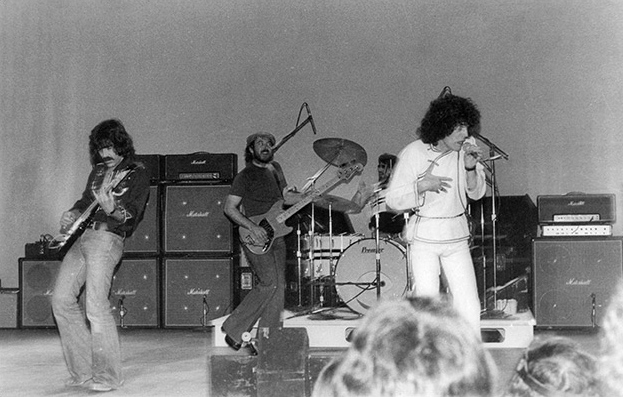
Nazareth en 1976.

Il est connu pour son timbre caractéristique, qui évoque de façon troublante Brian Johnson. Les deux hommes ont quasiment le même âge, mais Brian est originaire de Newcastle upon Tyne, au nord de l'Angleterre.
La ressemblance est si frappante que certains titres de Nazareth sont improprement crédités AC/DC (notamment Hair of the Dog en 1975, sur l'album du même nom, comme l'attestent certains liens sur le net).
Le 29 août 2013, Nazareth annonce le retrait de Dan McCafferty de la tournée avec le groupe en raison de problèmes de santé. Dan McCafferty déclare que sa bronchopneumopathie chronique obstructive (BPCO) qui s'est « aggravée ces dernières années » l'a fait quitter la scène lors d'un concert en Suisse, fin août 2013, après seulement trois chansons,,.
Le 21 juin 2019, Dan McCafferty dévoile un nouveau clip vidéo intitulé Tell Me. Il est extrait de l'album solo Last Testament, sorti le 18 octobre 2019 via earMUSIC, le premier album solo de McCafferty depuis 1987 (Into The Ring).